# Nuncio
Nuncio, né le 17 avril 2011 est un cheval de course, de race standardbred, spécialisé dans les courses de trot attelé. 

## Carrière de courses
Acquis pour $ 7000 yearling lors d'une vente publique, Nuncio réalise une première partie de carrière aux États-Unis, sous l'entraînement de Jimmy Takter, et avec pour partenaire en compétition le légendaire driver canadien John Campbell. Il se classe deuxième en 2013 du Peter Haughton Memorial, la plus grande course américaine pour les 2 ans et à 3 ans remporte deux manches de la triple couronne du trot, le Yonkers Trot et le Kentucky Futurity, mais doit s'incliner face à Trixton dans l'Hambletonian. En fin d'année, il ne peut faire mieux que troisième dans la Breeders' Crown. 

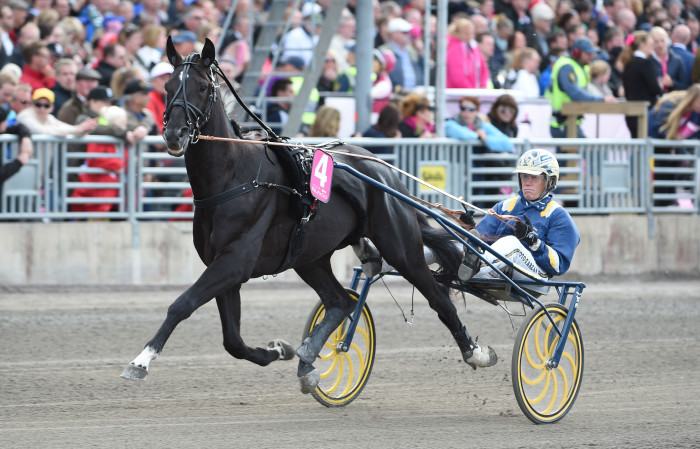
Nuncio et Stefan Melander à Solvalla

Comme de nombreux champions américains, Nuncio est envoyé en Europe, en Suède, pour poursuivre sa carrière, passant sous les couleurs et l'entraînement de Stefan Melander, qui le drive lui-même ou le confie à Örjan Kihlström. Il s'illustre d'emblée en remportant plusieurs courses et se classant troisième derrière ses aînés Magic Tonight et Mosaique Face dans l'Elitloppet, pour sa première tentative face à l'élite. Il enchaîne avec une première victoire en groupe 1 dans le Sprintermästaren et s'adjuge en fin d'année la Breeders' Crown des 4 ans, terminant son année avec un bilan de 10 victoires en 13 sorties. En 2016, il réussit une saison exceptionnelle, demeurant invaincu et raflant successivement l'Elitloppet, le Grand Prix d'Oslo, le Jubileumspokalen, le Sundsvall Open Trot et la finale de l'UET Trotting Masters. Il se voit naturellement sacré cheval de l'année en Suède. 
Mis au repos durant l'hiver 2016/2017 plutôt que de participer au meeting de Vincennes, Nuncio réalise une année en demi-teinte. On attend pourtant son match avec le Français Bold Eagle dans l'Elitloppet, présenté comme l'affrontement des deux meilleurs chevaux du monde. Mais si l'un et l'autre remportent leur batterie qualificative, ils doivent baisser pavillon en finale contre le vétéran Timoko, qui s'adjuge l'épreuve-reine des courses suédoises pour la deuxième fois. Quant à Nuncio, c'est la dernière grande course qu'il dispute : après un repos estival, il se prépare à une éventuelle participation au Prix d'Amérique dans des épreuves de second rang, mais peine à retrouver son meilleur niveau, si bien que son entraîneur annonce sa retraite en janvier 2018.

### Palmarès
États-Unis
- 2yo Matron Stakes (2013)
- Yonkers Trot (2014)
- Kentucky Futurity (2014)
- 3yo Matron Stakes (2014)
- 2e Peter Haughton Memorial (2013)
- 2e Hambletonian (2014)
- 3e Breeders' Crown des 3 ans (2014)

 Suède
- Breeders' Crown des 4 ans (Gr.1, 2015)
- Sprintermästaren (Gr.1, 2015)
- Elitloppet (Gr.1, 2016)
- Jubileumspokalen (Gr.1, 2016)
- Sundsvall Open Trot (Gr.1, 2016)
- Solvalla Grand Prix (Gr.2, 2015)
- Arjängs Stora Sprinterlopp (Gr.2, 2016)
- 2e Gulddivisionen Final (Gr.2, 2017)
- 3e Elitloppet (Gr.1, 2015)

 Norvège
- Grand Prix d'Oslo (Gr.1, 2016)

 Europe
- UET Trotting Masters - Finale (Gr.1, 2016)

## Origines
Nuncio est un fils du grand étalon américain Andover Hall 1'09, qui fait la monte à Hanover Shoe Farm pour $ 7 500. Il fut l'un des bons chevaux de sa génération (troisième du Kentucky Futurity), avant de devenir le père de nombreux champions, parmi lesquels : 
- Donato Hanover 1'08 : Hambletonian, Kentucky Futurity, World Trotting Derby, Canadian Trotting Classic, Breeders Crown des 2 ans. Cheval de l'année aux États-Unis en 2007.
- Creatine 1'09 : Kentucky Futurity, Breeders' Crown Open, St. Michel Ajo, Hugo Åbergs Memorial
- Brad de Veluwe 1'09 : Gran Premio Orsi Mangelli, Sprintermästaren, Grand Prix de l'UET
- Magic Tonight 1'09 : Elitloppet
- Perfect Spirit 1'09 : Hambletonian

| Origines de Nuncio   | Origines de Nuncio | Origines de Nuncio | Origines de Nuncio  |
| -------------------- | ------------------ | ------------------ | ------------------- |
| Père Andover Hall    | Garland Lobell     | ABC Freight        | Noble Victory       |
| Père Andover Hall    | Garland Lobell     | ABC Freight        | AC's Princess       |
| Père Andover Hall    | Garland Lobell     | Gamin Lobell       | Speedy Crown        |
| Père Andover Hall    | Garland Lobell     | Gamin Lobell       | Genya Hanover       |
| Père Andover Hall    | Amour Angus        | Magna Force        | Florida Pro         |
| Père Andover Hall    | Amour Angus        | Magna Force        | Rosemary            |
| Père Andover Hall    | Amour Angus        | Kenwood Scamper    | Texas               |
| Père Andover Hall    | Amour Angus        | Kenwood Scamper    | Lindy's Speedy Lady |
| Mère Nicole Isabelle | Lindy Lane         | Valley Victory     | Baltic Speed        |
| Mère Nicole Isabelle | Lindy Lane         | Valley Victory     | Valley Victoria     |
| Mère Nicole Isabelle | Lindy Lane         | Lindiliana         | Speedy Crown        |
| Mère Nicole Isabelle | Lindy Lane         | Lindiliana         | Petrolianna         |
| Mère Nicole Isabelle | Cynara Hanover     | Super Bowl         | Star's Pride        |
| Mère Nicole Isabelle | Cynara Hanover     | Super Bowl         | Pillow Talk         |
| Mère Nicole Isabelle | Cynara Hanover     | Cristi Hanover     | Florida Pro         |
| Mère Nicole Isabelle | Cynara Hanover     | Cristi Hanover     | Crystal Rodney      |